# Lycodryas
Lycodryas — рід змій родини Pseudoxyrhophiidae. Представники цього роду мешкають на Мадагаскарі та на Коморських островах.

## Види
Рід Lycodryas нараховує 9 видів:
- Lycodryas citrinus (Domergue, 1995)
- Lycodryas cococola Hawlitschek, Nagy & Glaw, 2012
- Lycodryas gaimardi (Schlegel, 1837)
- Lycodryas granuliceps (Boettger, 1877)
- Lycodryas guentheri (Boulenger, 1896)
- Lycodryas inopinae (Domergue, 1995)
- Lycodryas inornatus (Boulenger, 1896)
- Lycodryas maculatus (Günther, 1858)
- Lycodryas pseudogranuliceps (Domergue, 1995)

## Етимологія
Наукова назва роду Lycodryas походить від сполучення слів дав.-гр. λυκος — вовк і δρυς — дерево, дуб. 